# Amálie Saská
Amálie Saská (Marie Amálie Frederika Augusta Karolina Ludovika Josefa Aloisie Anna Nepomucena Filipina Vincentia Františka de Paula Františka de Chantal; 10. srpna 1794, zámek Pillnitz – 18. září 1870, zámek Pillnitz) byla saská princezna a německá hudební skladatelka píšící pod jménem A. Serena. Jako dramatička pak vystupovala pod pseudonymem Amalie Heiter.
Narodila se jako dcera prince Maxmiliána Saského a jeho manželky Karolíny Marie Terezy Parmské. Byla vnučkou kurfiřta Fridricha Kristiána Saského; neteří krále Fridricha Augusta I. Saského a krále Antonína Saského; sestrou saských králů Fridricha Augusta II. a Jana I.; a tetou králů Alberta I. Saského a Jiřího I. Saského.

## Život
Princezna Amálie žila po celý život na zámku Pillnitz u Drážďan. Byla to dobře vzdělaná a intelektuálně založená žena, která skládala komorní hudbu, operu, sakrální hudbu, zpívala, psala veselohry a hrála na cembalo. V roce 1817 se provdala za Francisca de Merendonque.
Amálie byla mladá dívka, když musela za Napoleonských válek na nějakou dobu opustit svůj zámek. Celá rodina byla nucena přespávat na slámě pod kterýmkoli přístřeškem. Několikrát se setkala s Napoleonem Bonaparte, k němuž zaujala negativní postoj. Když Napoleon zpozoroval, že je na něj rozzlobená, protože bojoval proti její rodině, poznamenal, že by si na to měla zvyknout. Na to však Amálie pevně odpověděla, že existují věci, na které si zvyknout nelze.

## Kariéra

### Hudba
Amálie studovala hudbu s Josefem Schusterem, Vincenzem Rastrellim, Johannem Mikschem, Franzem Antonem Schubertem a Carlem Maria von Weberem. Hudbu začala skládat v roce 1811 a složila několik oper, oblíbených u drážďanské elity. Své hudební práce vydávala pod pseudonymem A. Serena. Jejími nejpopulárnějšími skladbami byly komediální opery. Weber ji shledal „vysoce talentovanou“.

## Divadelnictví
V roce 1829/30 vydala pod jménem Amalie Heiter dvě dramata. Spolu s jejími pracemi, které prosluly láskou k lidstvu a ctnosti, se staly velmi populárními její komedie Der Onkel („Strýc“) a Die Fürstenbraut („Princova nevěsta“). Později byla provedena v Paříži pod titulem Une femme charmante („Okouzlující žena“, 1840). Její další hry byly také ve Francii přijaty. Kompletní vydání jejích dramatických prací bylo vydáno v Drážďanech, k užitku ženskému spolku, pod titulem Originalbeiträge zur deutschen Schaubühne. Proběhl také překlad do francouzštiny v roce 1841 a do angličtiny v letech 1846–1848.

## Hudební práce
- Una donna (1816)
- Le nozze funeste (1816)
- Le tre cinture (1817)
- Il prigioniere (1820)
- L'americana (1820)
- Elvira (1821)
- Elisa ed Ernesto (1823)
- La fedeltà alla prova (1826)
- Vecchiezza e gioventù (1828)
- Il figlio pentito (1831)
- Il marchesino (1833)
- Die Siegesfahne (operetta, 1834)
- La casa disabitata (1835)

## Vývod z předků
|              |                                   |  |                    |                                             |  |  |  |  |  |  |  | August II. Silný |
|              |                                   |  |                    |                                             |  |  |  |  |  |  |  |                  |
|              | August III. Polský                |  |                    |                                             |  |  |  |  |  |  |  |                  |
|              |                                   |  |                    |                                             |  |  |  |  |  |  |  |                  |
|              |                                   |  |                    | Kristýna Eberhardýna Hohenzollernská        |  |  |  |  |  |  |  |                  |
|              |                                   |  |                    |                                             |  |  |  |  |  |  |  |                  |
|              | Fridrich Kristián Saský           |  |                    |                                             |  |  |  |  |  |  |  |                  |
|              |                                   |  |                    |                                             |  |  |  |  |  |  |  |                  |
|              |                                   |  |                    | Josef I. Habsburský                         |  |  |  |  |  |  |  |                  |
|              |                                   |  |                    |                                             |  |  |  |  |  |  |  |                  |
|              | Marie Josefa Habsburská           |  |                    |                                             |  |  |  |  |  |  |  |                  |
|              |                                   |  |                    |                                             |  |  |  |  |  |  |  |                  |
|              |                                   |  |                    | Amálie Vilemína Brunšvicko-Lüneburská       |  |  |  |  |  |  |  |                  |
|              |                                   |  |                    |                                             |  |  |  |  |  |  |  |                  |
|              | Maxmilián Saský                   |  |                    |                                             |  |  |  |  |  |  |  |                  |
|              |                                   |  |                    |                                             |  |  |  |  |  |  |  |                  |
|              |                                   |  |                    | Maxmilián II. Emanuel                       |  |  |  |  |  |  |  |                  |
|              |                                   |  |                    |                                             |  |  |  |  |  |  |  |                  |
|              | Karel VII. Bavorský               |  |                    |                                             |  |  |  |  |  |  |  |                  |
|              |                                   |  |                    |                                             |  |  |  |  |  |  |  |                  |
|              |                                   |  |                    | Tereza Kunhuta Sobieská                     |  |  |  |  |  |  |  |                  |
|              |                                   |  |                    |                                             |  |  |  |  |  |  |  |                  |
|              | Marie Antonie Bavorská            |  |                    |                                             |  |  |  |  |  |  |  |                  |
|              |                                   |  |                    |                                             |  |  |  |  |  |  |  |                  |
|              |                                   |  |                    | Josef I. Habsburský                         |  |  |  |  |  |  |  |                  |
|              |                                   |  |                    |                                             |  |  |  |  |  |  |  |                  |
|              | Marie Amálie Habsburská           |  |                    |                                             |  |  |  |  |  |  |  |                  |
|              |                                   |  |                    |                                             |  |  |  |  |  |  |  |                  |
|              |                                   |  |                    | Amálie Vilemína Brunšvicko-Lüneburská       |  |  |  |  |  |  |  |                  |
|              |                                   |  |                    |                                             |  |  |  |  |  |  |  |                  |
| Amálie Saská |                                   |  |                    |                                             |  |  |  |  |  |  |  |                  |
|              |                                   |  |                    |                                             |  |  |  |  |  |  |  |                  |
|              |                                   |  | Filip V. Španělský |                                             |  |  |  |  |  |  |  |                  |
|              |                                   |  |                    |                                             |  |  |  |  |  |  |  |                  |
|              | Filip Parmský                     |  |                    |                                             |  |  |  |  |  |  |  |                  |
|              |                                   |  |                    |                                             |  |  |  |  |  |  |  |                  |
|              |                                   |  |                    | Alžběta Parmská                             |  |  |  |  |  |  |  |                  |
|              |                                   |  |                    |                                             |  |  |  |  |  |  |  |                  |
|              | Ferdinand Parmský                 |  |                    |                                             |  |  |  |  |  |  |  |                  |
|              |                                   |  |                    |                                             |  |  |  |  |  |  |  |                  |
|              |                                   |  |                    | Ludvík XV.                                  |  |  |  |  |  |  |  |                  |
|              |                                   |  |                    |                                             |  |  |  |  |  |  |  |                  |
|              | Luisa Alžběta Francouzská         |  |                    |                                             |  |  |  |  |  |  |  |                  |
|              |                                   |  |                    |                                             |  |  |  |  |  |  |  |                  |
|              |                                   |  |                    | Marie Leszczyńská                           |  |  |  |  |  |  |  |                  |
|              |                                   |  |                    |                                             |  |  |  |  |  |  |  |                  |
|              | Karolína Marie Tereza Parmská     |  |                    |                                             |  |  |  |  |  |  |  |                  |
|              |                                   |  |                    |                                             |  |  |  |  |  |  |  |                  |
|              |                                   |  |                    | Leopold Josef Lotrinský                     |  |  |  |  |  |  |  |                  |
|              |                                   |  |                    |                                             |  |  |  |  |  |  |  |                  |
|              | František I. Štěpán Lotrinský     |  |                    |                                             |  |  |  |  |  |  |  |                  |
|              |                                   |  |                    |                                             |  |  |  |  |  |  |  |                  |
|              |                                   |  |                    | Alžběta Charlotta Orleánská                 |  |  |  |  |  |  |  |                  |
|              |                                   |  |                    |                                             |  |  |  |  |  |  |  |                  |
|              | Marie Amálie Habsbursko-Lotrinská |  |                    |                                             |  |  |  |  |  |  |  |                  |
|              |                                   |  |                    |                                             |  |  |  |  |  |  |  |                  |
|              |                                   |  |                    | Karel VI.                                   |  |  |  |  |  |  |  |                  |
|              |                                   |  |                    |                                             |  |  |  |  |  |  |  |                  |
|              | Marie Terezie                     |  |                    |                                             |  |  |  |  |  |  |  |                  |
|              |                                   |  |                    |                                             |  |  |  |  |  |  |  |                  |
|              |                                   |  |                    | Alžběta Kristýna Brunšvicko-Wolfenbüttelská |  |  |  |  |  |  |  |                  |
|              |                                   |  |                    |                                             |  |  |  |  |  |  |  |                  |